# زملول جمايكي
زملول جمايكي (الاسم العلمي: Exobasidium jamaicensis) هو نوع من الفطريات يتبع جنس الزملول من فصيلة الزملولية.